# 阿查瓜斯
阿查瓜斯是委內瑞拉的城鎮，由阿普雷州負責管轄，位於該國西部，距離首府阿普雷河畔聖費爾南多80公里，始建於1774年，海拔高度47米。